# Erik Jensen (maler)
 Der er flere personer med dette navn, se Erik Jensen.
Erik Jensen (født 31. december 1883 i Gylling, død 19. marts 1974) var en dansk maler.
Han var søn af gårdejer Jens Jensen og hustru Ane Kirstine f. Eriksen fra Gylling i Østjylland. Efter endt lærereksamen fra Silkeborg Seminarium tog han i 1904 til København for at uddanne sig som maler, først hos Søren Lund på Det tekniske Selskabs Skole og efterfølgende hos Johan Rohde på Kunstnernes Studieskole.
Han debuterede på Kunstnernes Efterårsudstilling i 1911 og var repræsenteret  på Charlottenborgs udstillinger fra 1918 og til 1937, hvor en kontrovers med bestyrelsen fik ham til at afbryde sin videre medvirken her. Siden udstillede han overvejende separat på københavnske gallerier.
Han fik i 1924 bestilling på altertavler til Filips Kirke på Amager og Hósvik Kirke på Færøerne. I 1929 modtog han Oscar Carlsons Præmie for sit portræt af den ældre fynbomaler Søren Lund (tilhører i dag Faaborg Museum). Ud over portrætter og religiøse motiver var det især dagligdagens situationer -børnene der leger, hustruen der læser eller syr o.l. – han skildrede. Hans billeder er overvejende i privateje.

## Udstillinger
- Kunstnernes Efterårsudstilling 1911-12
- Charlottenborg Forårsudstilling 1918-37
- Charlottenborg Efterårsudstilling 1931
- Kunstnerforeningen af 18. November, 1920-21, 1924, 1926-27, 1930, 1933-34, 1936-37 og 1941
- Foreningen Dyrehavens Malere 1937-38, 1940, 1943-44, 1952 og 1959-72
- Foreningen for National Kunst, Charlottenborg 1969

### Separatudstillinger
- Amagerbro Malerisalon, København 1920
- Samleren, København 1935
- Aarhus Kunstbygning 1936
- Bachs Kunsthandel, København 1951
- Refugiet Fuglsang 1973

## Værker
- Allé på Sundby Kirkegård (udst. 1920)
- Pantomimeteatret i vinterhi (1923, Restaurant Grøften, Tivoli)
- Kristus som sædemand (1924, alterbillede i Filips Kirke, Amager)
- Kristus i Getsemane (1930, Hósvik Kirke, Færøerne)
- Portræt af billedhugger Thomas Hansen (1930, Museum Sønderjylland, Museet på Sønderborg Slot)
- Portræt af maler Søren Lund (Oscar Carlsons Præmie 1929)
- Portræt af maler S. Clod Svensson (1937, Kunstnerforeningen af 18. november)
- Iris og bregne (udst. 1959)
- Lystbådehavnen (udst. 1964)
- Altanbillede (udst. 1972)

Skriftlige arbejder:
- Mindeskrift over malervennen Kristian Olsen, 1940.
- "Foreningen Dyrehavens Malere gennem 50 år" i: Foreningen Dyrehavens Malere, katalog, 1965.

## Ekstern henvisning
- Erik Jensen på Kunstindeks Danmark/Weilbachs Kunstnerleksikon